# Athlītikos Podosfairikos Omilos Ellīnōn Leukōsias
L'Athlītikos Podosfairikos Omilos Ellīnōn Leukōsias (in greco Aθλητικός Ποδοσφαιρικός Όμιλος Eλλήνων Λευκωσίας?, Società sportiva calcistica dei greci di Nicosia), meglio nota come APOEL, è una società calcistica cipriota con sede nella città di Nicosia. Milita in A' Katīgoria, la massima divisione del campionato cipriota.
Costituito l'8 novembre 1926 come POEL (Podosferikos Omilos Ellinon Lefkosias, Squadra di Calcio dei Greci di Nicosia), il club è uno dei membri fondatori della Federazione calcistica cipriota. Ha vinto 29 campionati ciprioti, 21 Coppe di Cipro e 15 Supercoppe di Cipro ed è quindi la squadra cipriota più titolata in assoluto.

## Storia
Negli anni novanta l'APOEL vince 4 campionati (1990, 1992, 1996, 1997), 5 Coppe e 8 Supercoppe di Cipro. L'annata più fruttuosa è il 1995-1996, annata del settantesimo anniversario del club, nella quale la squadra centra il cosiddetto double e chiude imbattuta il campionato.
Nel 1996 si forma l'APOEL Football Ltd. Le attività della sezione calcistica della polisportiva sono da questo momento separate dalle altre attività. La costituzione della società di calcio APOEL si rende necessaria, date le difficoltà finanziarie della squadra. Il capitale investito inizialmente ammonta a 600.000 lire cipriote, pari a circa un milione di euro.
Risalgono al 2002-2003 i primi risultati di rilievo nelle competizioni internazionali. La squadra disputa dieci partite nelle coppe europee prima di essere eliminata, risultato di tutto rispetto per un club cipriota. Eliminata al terzo turno di Champions League dall'AEK Atene, la squadra accede alla Coppa UEFA, dove, superato il primo turno, viene eliminata al secondo turno dall'Hertha Berlino.
Il 26 agosto 2009, battendo i danesi del Copenaghen, l'APOEL ottiene per la prima volta nella sua storia la qualificazione alla fase a gironi di Champions League. Sorteggiato in un girone con Chelsea, Porto e Atlético Madrid, l'APOEL esordisce con uno 0-0 interno contro i madrileni allo Stadio Vicente Calderón e poi perde contro il Chelsea e due volte contro il Porto. Seguono un pareggio in casa contro l'Atlético Madrid (1-1) e un altro pari (2-2) a Stamford Bridge contro il Chelsea di fronte a 6.000 tifosi ciprioti. Nonostante l'APOEL termini il girone a pari punti con gli spagnoli, sono questi ultimi a qualificarsi all'Europa League come terzi nel girone, grazie al gol segnato a Nicosia nello scontro diretto.
Nella stagione 2010-2011, vincendo il campionato, l'APOEL accede per la seconda volta al secondo turno preliminare della Champions League 2011-2012. In tale manifestazione il club accede per la seconda volta alla fase a gironi e, sovvertendo tutti i pronostici, vince anche il suo girone, il girone G, grazie agli scontri diretti a favore contro lo Zenit San Pietroburgo, divenendo così la prima squadra cipriota a qualificarsi agli ottavi di finale di tale competizione. Qui l'Apoel Nicosia supera anche il Lione ai calci di rigore, per poi fermarsi ai quarti di finale di fronte al Real Madrid. Per i ciprioti è un risultato storico e la sconfitta al Santiago Bernabeu per 5-2 diventa un momento di festa per il club, grazie ai gol messi a segno da Manduca e Solari.
Nella stagione 2012-2013 la formazione di Nicosia partecipa all'Europa League dove, dopo aver eliminato Senica ed Aalesunds, viene eliminata ai play-off dagli azeri del Neftchi Baku.
Nella stagione 2013-2014 l'APOEL centra il double, conquistando il 23º campionato nazionale oltre alla 20ª coppa di Cipro.
Dopo 3 anni di apparizioni alla fase a gironi di Europa League, nella stagione 2018-2019 viene eliminato dai preliminari di Champions League dai lituani del Suduva (seppur trionfanti al ritorno in Cipro) e, di conseguenza, viene regredita nel percorso per le qualificazioni di Europa League. Qui eliminano gli israeliani dell'Hapoel Beer-Sheva, ma vengono battuti all'ultimo dall'Astana. Nella stagione 2019-2020 vince la Supercoppa di Cipro; in quella seguente invece arriva seconda nel proprio girone in Europa League, dopo il Siviglia, poi vincitore del torneo, contro cui vince per 1-0. Ai sedicesimi viene eliminata con un 4-0 totale.

## Allenatori e presidenti
- 1931-1933  Antone Jean
- 1933-1951  József Künsztler
- 1951-1952  Pambos Avraamidis
- 1952-1953  Béla Guttmann
- 1953-1954  Pambos Avraamidis
- 1954-1955  Schwartz
- 1955-1956  Hanz
- 1956-1958  Kostas Talianos
- 1958-1959  Takis Tsigkis
- 1959-1961  Vaggelis Choumis
- 1961-1962  Andreas Lazaridis
- 1962-1963  Jesse Carver
- 1963-1964  Neil Franklin
- 1964-1965  Koatas Talianos
- 1965-1966  Gyula Zsengellér
- 1966-1967  Lajos Szendrődi
 Lykourgos Archontidis
- 1967-1969  Pambos Avraamidis
- 1969-1970  Jesse Carver
- 1970-1971  Andreas Lazaridis
- 1971-1972  Ray Wood
- 1972-1974  Panos Markovic
- 1974-1975  Andreas Lazaridis (lug.-dic.)
 Panos Markovic (gen.-giu.)
- 1975-1976  Andreas Lazaridis (lug.-dic.)
 Savvas Partakis (gen.-giu.)
- 1976-1977  Savvas Partakis
- 1977-1978  Keith Spurgeon
- 1978-1981  Andreas Lazaridis
- 1981-1982  Mike Ferguson
- 1982-1983  Mike Ferguson (lug.-dic.)
 Panos Markovic (gen.-giu.)
- 1983-1985  Panos Markovic
- 1985-1989  Tommy Cassidy
- 1989-1990  Giannis Mantzourakis
- 1990-1991  Stanko Poklepović
- 1991-1992  Jacek Gmoch
- 1992-1993  Jacek Gmoch (lug.-apr.)
 Takīs Antōniou (apr.-giu.)
- 1993-1994  Takīs Antōniou
- 1994-1995  Giannis Mantzourakis (lug.-apr.)
 Hristo Bonev (apr.-giu.)
- 1995-1996  Hristo Bonev
- 1996-1997  Jacek Gmoch (lug.-feb.)
 Nikolaos Alefantos (feb.-giu.)
- 1997-1998  Kurt Jara (lug.-nov.) e  Mihajlo Ivanović
 Andreas Mouskallis (nov.-giu.) e  Mihajlo Ivanović
- 1998-1999  Geōrgios Paraschos (lug.-dic.)
 Slobodan Vučeković (dic.-giu.)
- 1999-2000  Andreas Michailidis
- 2000-2001  Svetozar Šapurić (lug.-ago.)
 Mike Walker (set.-giu.)
- 2001-2002  Eugène Gerards
- 2002-2003  Eugène Gerards (lug.-dic.)
 Takīs Lemonīs (dic.-giu.)
- 2003-2004  Dušan Uhrin (lug.-nov.)
 Ivan Jovanović (nov.-giu.)
- 2004-2005  Ivan Jovanović (lug.-mar.)
 Loukas Chatziloukas (mar.)
 Werner Lorant (mar.-giu.)
- 2005-2006  Marios Kōnstantinou (lug.-ott.)
 Jerzy Engel (ott.-giu.)
- 2006-2007  Marinos Ouzounidīs
- 2007-2008  Marinos Ouzounidīs (lug.-gen.)
 Ivan Jovanović (gen.-giu.)
- 2008-2013  Ivan Jovanović
- 2013-2014  Paulo Sérgio (lug.-ott.)
 Giannīs Iōannou (ott.)
 Giōrgos Dōnīs (ott.-giu.)
- 2014-2015  Giōrgos Dōnīs (lug.-gen.)
 Thorsten Fink (gen.-mag.)
 Marinos Satsias (mag.-giu.)
- 2015-2016  Domingos Paciência (lug.-ago.)
 Temuri Ketsbaia (ago.-apr.)
 Georgios Kostis (apr.-giu.)
- 2016-2017  Thomas Christiansen
- 2017-2018  Mario Been (lug.)
 Giōrgos Dōnīs (lug.-mar.)
 Bruno Baltazar (mar.-giu.)
- 2018-2019  Bruno Baltazar (lug.-set.)
 Georgios Kostis (set.-ott.)
 Paolo Tramezzani (ott.-giu.)
- 2019-2020  Paolo Tramezzani (lug.-ago.)
 Thomas Doll (ago.-dic.)
 Loukas Chatziloukas (dic.)
 Kåre Ingebrigtsen (dic.-feb.)
 Marinos Ouzonidis (feb.-giu.)
- 2020-2021  Marinos Ouzonidis (lug.-ott.)
 Loukas Chatziloukas (ott.-nov.)
 Mick McCarthy (nov.-gen.)
 Savvas Poursaïtidīs (gen.-giu.)
- 2021-2022  Savvas Poursaïtidīs (lug.-ago.)
 Sofrōnīs Augoustī (ago.-giu.)
- 2022-2023  Sofrōnīs Augoustī (lug.-ott.)
 Makis Sergidis (ott.)
 Vladan Milojević (ott.-giu.)
- 2023-2024  Ricardo Sá Pinto(ott.-giu.)
 David Gallego
- 2024-2025  José Dominguez
 Manuel Jiménez Jiménez

- 1926-1958  Georgios Poulias
- 1958-1967  Efthyvolos Anthoullis
- 1967-1968  Michael Triantafyllides
- 1968-1969  Takis Skarparis
- 1969-1971  Konstantinos Loukos
- 1971-1974  Michalakis Zivanaris
- 1974-1975  Kikis Lazarides
- 1975-1983  Iakovos Filippou
- 1983-1988  Michalakis Zivanaris
- 1988-1991  Andreas Papaellinas
- 1991-1992  Kykkos Fotiadis
- 1992-1994  Mike Ioannidis
- 1994-1996  Christos Triantafyllides
- 1996-1999  Ouranios Ioannidis
- 1999-2000  Dinos Palmas
- 2000-2004  Dinos Fisentzidis
- 2004-2007  Yiannos Ioannou
- 2007-2008  Costas Schiza
- 2008-2009  Christodoulos Ellinas
- 2009-2011  Prodromos Petrides
- 2011-2012  Aris Vassilopoulos
- 2012-2014  Christoforos Potamitis
- 2014-2016  Marios Charalambous
- 2016-  Christoforos Potamitis

## Palmarès

### Competizioni nazionali
- Campionato cipriota: 29  (record)

1935-1936, 1936-1937, 1937-1938, 1938-1939, 1939-1940, 1946-1947, 1947-1948, 1948-1949, 1951-1952, 1964-1965, 1972-1973, 1979-1980, 1985-1986, 1989-1990, 1991-1992, 1995-1996, 2001-2002, 2003-2004, 2006-2007, 2008-2009, 2010-2011, 2012-2013, 2013-2014, 2014-2015, 2015-2016, 2016-2017, 2017-2018, 2018-2019, 2023-2024
- Coppa di Cipro: 21  (record)

1936-1937, 1940-1941, 1946-1947, 1950-1951, 1962-1963, 1967-1968, 1968-1969, 1972-1973, 1975-1976, 1977-1978, 1978-1979, 1983-1984, 1992-1993, 1994-1995, 1995-1996, 1996-1997, 1998-1999, 2005-2006, 2007-2008, 2013-2014, 2014-2015
- Supercoppa di Cipro: 15

1963, 1984, 1986, 1992, 1993, 1996, 1999, 2002, 2004, 2008, 2009, 2011, 2013, 2019, 2024

## Statistiche e record

### Partecipazione ai campionati
| Livello | Categoria    | Partecipazioni | Debutto   | Ultima stagione | Totale |
| ------- | ------------ | -------------- | --------- | --------------- | ------ |
| 1º      | A' Katīgoria | 84             | 1934-1935 | 2024-2025       | 85     |
| 1º      | Alpha Etniki | 1              | 1973-1974 | 1973-1974       | 85     |

### Partecipazione alle coppe
| Competizione        | Partecipazioni | Debutto   | Ultima stagione | Totale |
| ------------------- | -------------- | --------- | --------------- | ------ |
| Coppa di Cipro      | 82             | 1935-1936 | 2024-2025       | 82     |
| Coppa di Grecia     | 1              | 1973-1974 | 1973-1974       | 1      |
| Supercoppa di Cipro | 30             | 1951      | 2019            | 30     |

### Statistiche di squadra
- Vittoria più larga in campionato: 17-1, con l'Aris Limassol, stagione 1966-1967
- Sconfitta più larga in campionato: 6-1, con il Nea Salamina, stagione 1997-1998
- Vittoria più larga in Europa: 6-0, con lo Sportsklubben Gjøvik-Lyn, Coppa delle Coppe 1963-1964 6-0, con l'Havnar Bóltfelag, Coppa delle Coppe 1997-1998
- Sconfitta più larga in Europa: 16-1, con lo Sporting Lisbona, Coppa delle Coppe 1963-1964
- Maggior numero di reti in una stagione: 89, stagione 1966-1967
- Massima serie positiva: 34, dal 18 settembre 1946 al 23 novembre 1949
- Vittorie consecutive: 16, stagione 2008-2009

## Organico

### Rosa 2025-2026
Aggiornata al 4 agosto 2025.
| N. |                                 | Ruolo | Calciatore       |
| -- | ------------------------------- | ----- | ---------------- |
| 1  | Brasile (bandiera)              | P     | Gabriel Pereira  |
| 3  | Serbia (bandiera)               | C     | Radosav Petrović |
| 4  | Brasile (bandiera)              | D     | Cipriano         |
| 5  | Georgia (bandiera)              | D     | Lasha Dvali      |
| 6  | Brasile (bandiera)              | D     | Vitor Meer       |
| 7  | Germania (bandiera)             | C     | Max Meyer        |
| 8  | Spagna (bandiera)               | C     | Sergio Tejera    |
| 9  | Marocco (bandiera)              | A     | Youssef El-Arabi |
| 10 | Brasile (bandiera)              | A     | Marquinhos       |
| 11 | Grecia (bandiera)               | A     | Anastasios Dōnīs |
| 12 | Guinea (bandiera)               | A     | Algassime Bah    |
| 14 | Brasile (bandiera)              | A     | Gabriel Maioli   |
| 16 | Bosnia ed Erzegovina (bandiera) | D     | Mateo Sušić      |
| 17 | Ghana (bandiera)                | C     | David Abagna     |
| 18 | Cipro (bandiera)                | C     | Giannīs Satsias  |
| 19 | Spagna (bandiera)               | D     | Xavi Quintillà   |
| 20 | Serbia (bandiera)               | A     | Stefan Dražić    |
| 21 | Portogallo (bandiera)           | C     | Pizzi            |

| N. |                      | Ruolo | Calciatore            |
| -- | -------------------- | ----- | --------------------- |
| 22 | Cipro (bandiera)     | P     | Andreas Christodoulou |
| 23 | Cipro (bandiera)     | C     | Panagiōtīs Kattirtzīs |
| 26 | Grecia (bandiera)    | C     | Chrīstos Karanatsios  |
| 27 | Slovenia (bandiera)  | P     | Vid Belec (capitano)  |
| 28 | Grecia (bandiera)    | C     | Kōstas Galanopoulos   |
| 29 | Marocco (bandiera)   | D     | Issam Chebake         |
| 30 | Romania (bandiera)   | C     | Marius Corbu          |
| 34 | Cipro (bandiera)     | D     | Kōstas Laïfīs         |
| 35 | Cipro (bandiera)     | C     | Parīs Polykarpou      |
| 36 | Ghana (bandiera)     | A     | Charles Yaw Appiah    |
| 43 | Argentina (bandiera) | D     | Lautaro Cano          |
| 44 | Ghana (bandiera)     | C     | Kingsley Sarfo        |
| 70 | Bulgaria (bandiera)  | C     | Georgi Kostadinov     |
| 78 | Cipro (bandiera)     | P     | Savvas Michos         |
| 79 | Cipro (bandiera)     | A     | Pieros Sōtīriou       |
|    | Nigeria (bandiera)   | C     | Fawaz Abdullahi       |